# Lucas Cranach (festő, 1515–1586)

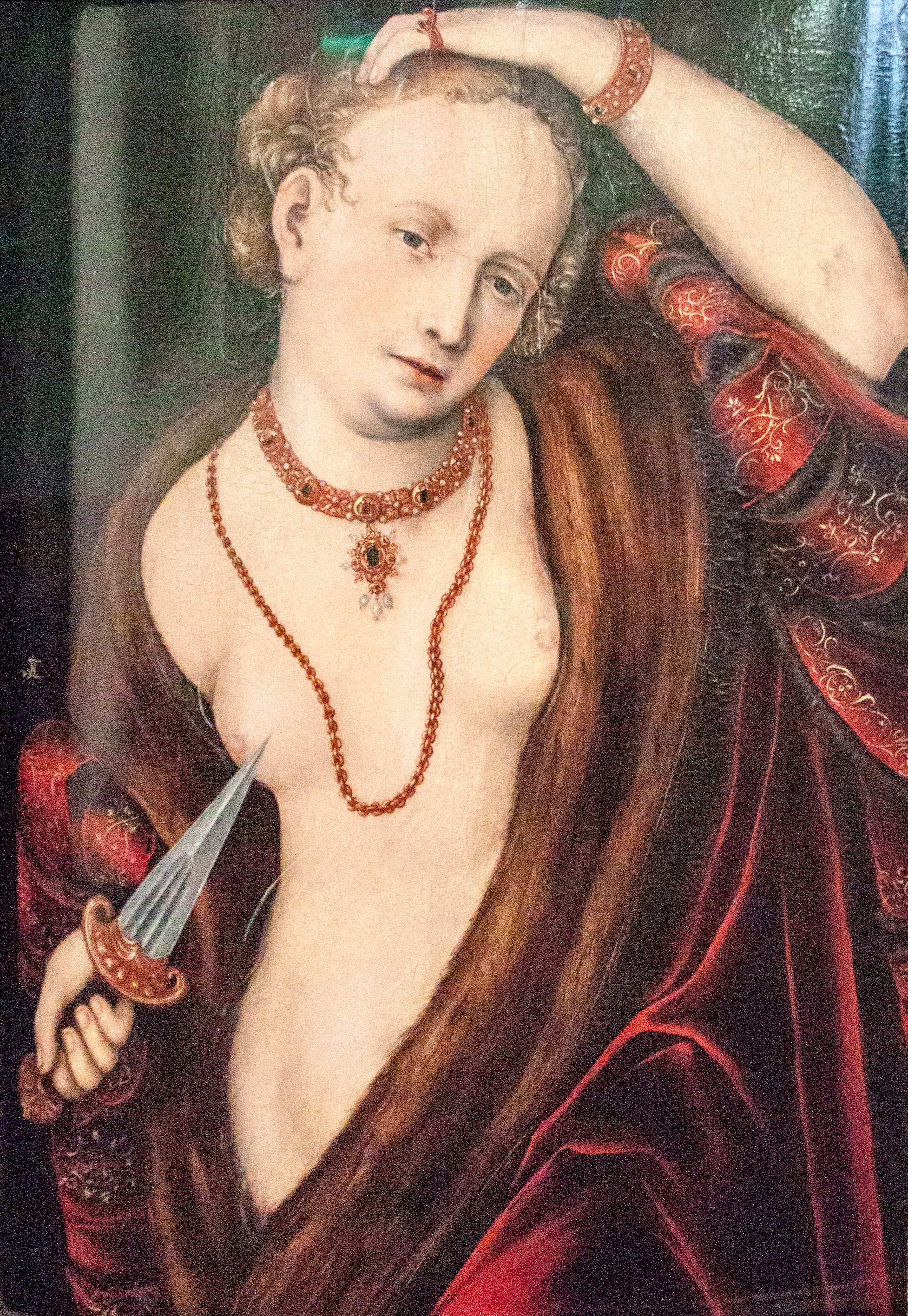
Ifjabb Lucas Cranach - Lucrécia

Ifjabb Lucas Cranach (Wittenberg, 1515. október 4. – Wittenberg, 1586. január 25.) német reneszánsz festőművész, gravírozó és politikus. Édesapja idősebb Lucas Cranach. Művei egy része a madridi Thyssen-Bornemisza Múzeumban található meg, például az Egy hölgy portréja. Evangélikus vallású volt.